# Folkbokföring
Unter folkbokföring (wörtliche Übersetzung „Volksbuchführung“) versteht man in Schweden die Registrierung der Einwohner.
Folkbokföring existiert in Schweden seit der Frühen Neuzeit, der Begriff geht aus Kirchenbüchern aus dem Jahre 1571 hervor. Zu Beginn waren es die Kirchengemeinden (församlingar), die sich dieser Aufgabe annahmen. Die ältesten erhaltenen Kirchenbücher mit den Daten der Einwohner stammen aus dem frühen 17. Jahrhundert. Bis auf einige Ausnahmen existieren für ganz Schweden komplette Kirchenarchive seit dem 18. Jahrhundert. Die wichtigsten Listen in der Kirchenbuchführung waren die Geburts-, Eheschließungs- und Sterbebücher sowie die sogenannten husförhörslängder (ab etwa 1895–1900 församlingsböcker). Letztere führten alle Mitglieder einer Kirchengemeinde, also in der Vergangenheit praktisch alle Einwohner im Gebiet der Gemeinde, familienweise mit Personendaten sowie der Benotung der individuellen Lesefähigkeiten und der Katechismuskenntnisse auf.
Die Schwedische Kirche, Staatskirche bis 1999, war bis zum 30. Juni 1991 für die bis dahin „Kirchenbuchführung“ genannte Registrierung aller Einwohner Schwedens verantwortlich – unabhängig von deren Kirchenzugehörigkeit.
Am 1. Juli 1991 wurde die Kirchenbuchführung mit der Steuerregistrierung (mantalsskrivningen) zu einer einzigen Folkbokföring zusammengelegt. Sie wird heute vom Skatteverket, der schwedischen Steuerbehörde, geführt. Die Einteilung in statistische Distrikte, seit dem 1. Januar 2016, entspricht der Einteilung Schwedens in die församlingar der Schwedischen Kirche am 31. Dezember 1999.

## Vorgang
- Name (Nachname, Vorname, eventuell weitere Vornamen, Geburtsname)
- Postadresse und
- Wohnsitz (in Schweden)
- församling/Distrikt und/oder kommun, in der man registriert ist
- Ehepartner bzw. Lebenspartner, Kinder, Eltern, Vormundschaft und Adoption
- Geburtsort[3] oder bis 1947 die församling, in der die Mutter bei der Geburt registriert war.
- Staatsangehörigkeit
- Personenstand

Bei Einwanderung bzw. einer voraussichtlichen Aufenthaltsdauer von mindestens einem Jahr zusätzlich:
- Datum der Einreise nach Schweden
- Voraussichtliche Aufenthaltsdauer
- Staatsangehörigkeit

Zu den Angaben zur Person wird dann noch län, kommun und församling hinzugefügt, und der Person wird eine personnummer, eine Kennziffer zur Identifikation, zugeteilt.

## Änderungen bei
- Namen, etwa bei Trauungen/Eingetragene Partnerschaften
- Aufnahme ins Wahlregister (röstlängd)
- Begrabungsort
- Herausnahme aus der Volksbuchführung durch
  - Tod oder Todeserklärung
  - Auswanderung aus Schweden
  - Unauffindbarkeit

## Personennummer
Der Schlüssel des Einwohnerregisters in Schweden ist die sogenannte „Personennummer“ (personnummer). Die Personennummer besteht aus zehn Ziffern und setzt sich aus dem Geburtsdatum, einer dreistelligen laufenden Nummer sowie einer Prüfsummenziffer zusammen. Beispiel: 620210-3138.
Die laufende Nummer bezeichnet das Geschlecht der Person. Sie ist ungerade bei männlichen und gerade bei weiblichen Personen. Bei vor 1990 registrierten (d. h. geborenen oder eingewanderten) Personen lässt sich aus der laufenden Nummer der Geburts-Län der Person ableiten oder die Tatsache, dass eine Person außerhalb Schwedens geboren ist. Unter anderem wegen Kritik an dieser Zuordnungsmöglichkeit werden seit 1990 zufällige laufende Nummern vergeben.
Für jeden Geburtstag lassen sich 499 Kombinationen für Frauen und 500 für Männer generieren, was bei etwa 500 Neugeburten in Schweden pro Tag ausreicht. Dennoch sind für einige Daten, vor allem in den 1950er und 1960er Jahren, die Personennummern zur Neige gegangen. Ursache hierfür ist zum einen das Registrieren von eingewanderten Personen mit nicht genau bekannten Geburtsdaten, die man früher dem 1. Januar oder 1. Juli zuordnete. Ein anderer Grund sind Personen, die nur für eine begrenzte Zeit in Schweden leben. Auch wenn eine Person nach kurzer Zeit Schweden verlässt, ist ihre Personennummer verbraucht und kann nicht erneut vergeben werden. Das Skatteverket hat die Regierung zu einer Lösung dieses Problems angehalten. Das Problem wurde dadurch gelöst, dass in der Folkbokföring das korrekte Geburtsdatum erfasst wird, in der Personennummer jedoch der darauf folgende Tag angegeben wird.